# Nightmares on Wax
Nightmares on Wax is een danceproject van de Britse producer George Evelyn (1970) dat sinds 1988 bestaat. Aanvankelijk vormde Evelyn een duo met Kevin Harper, maar sinds 1994 is het een soloproject van Evelyn. Zo nu en dan laat hij zich bijstaan door zangeres Robin Taylor-Firth. Nightmares on Wax is actief in het triphop- en downtempo-genre. Nightmares on Wax is vooral bekend door de hits Aftermath (1990) en Les Nuits (1999). Ook het album Smokers Delight (1995) staat hoog aangeschreven. Als remixer is hij ook wel eens actief onder de naam DJ E.A.S.E.

## Geschiedenis
De in Leeds geboren Evelyn begon in 1988 samen met Kevin Harper het project Nightmares on Wax. De eerste single was Let it roll (1989), waarvoor het duo zelf het label Poverty Records had opgericht. Dextrous werd zelfs een zeer bescheiden hitje. Met hun mix van donkere housemuziek en hiphopinvloeden vielen ze op bij Warp Records en werden ze een van de eerste acts bij het bekende label. Daar brachten ze het nummer Aftermath (1990) uit, dat de top 40 bereikte. Het duo bracht in 1991 het album A Word of Science uit, dat elektronica met hiphop vermengde. Het album heeft vooral donkere experimentele housemuziek, al geeft de Jazzy albumopener Nights Interlude een vooruitblik op wat komen gaat met Nightmares on Wax. De originele track wordt nooit op single uitgebracht, maar zal door de jaren heen geregeld op downtempo-verzamelaars worden opgenomen.
Op de singles Set me free en Happiness! (beide uit 1992) liet de groep een toegankelijker en warmer geluid horen met jazzsamples. Ze doen ook een bijdrage op het album Little Present (1993) van Holger Hiller. In 1994 besloot Harper zijn eigen weg te gaan om zich meer op dj'en te richten. Evelyn behield de naam. Hij trok de meer jazzy koers voort. Het album Smokers Delight (1995) liet een  mengsel van triphop en lounge met jazzelementen horen. De plaat werd een groot succes.Vanaf dat moment gaat hij steeds intensiever samenwerken met producer Robin Taylor-Firth, die uit Olive afkomstig is.
De vriendelijke koers werd voortgezet op Carboot Soul (1999), maar ook lichtelijk gewijzigd. Het album vind aansluiting bij het populaire Balearic beat en Lounge geluid van die jaren. Hij komt ook met twee song-gerichte tracks, ingezongen door Sara Winton. De single Finer, een van de songs met Winton, is in eigen land een bescheiden hit en Les Nuits, wat een remake is van Nights Interlude, wordt op een groot aantal compilaties opgenomen. In 2000 mixte hij ook een aflevering van DJ Kicks voor Studio !K7, waarop hij met name hiphop aan elkaar mixte. Hij was in die periode ook een tijd in dienst als producer voor De La Soul. Deze groep werkte ook mee aan de track Keep On op de ep Nightmares on Wax - Sound of N.O.W.. Op de albums Mind Elevation (2002), In a Space Outta Sound (2006), Thought So (2008), Feelin' Good (2013) en Shape the Future (2018) bleef hij bij de herkenbare sound. Ook mixte hij in 2003 voor Azuli Records een Late night tales-verzamelaar. 
Het drukke tourschema brengt hem in 2006 dichtbij een burnout. Om een wat rustiger leven te krijgen verhuist hij dan met zijn gezin naar een oude boerderij op Ibiza. In 2019 kreeg Evelyn de eer om de Back to Mine-reeks nieuw leven in te blazen met een eigen aflevering. In 2021 verscheen Shout Out! To Freedom.... Het album is experimenteler en bevat een uiteenlopende hoeveelheid stijlen. Er staat een samenwerking met diverse artiesten op. De bekendste daarvan is de Duitse muzikant Wolfgang Haffner.

## Discografie
- A Word of Science: The First and Final Chapter (1991)
- Smokers Delight (1995)
- Carboot Soul (1999)
- Mind Elevation (2002)
- In a Space Outta Sound (2006)
- Thought So (2008)
- Feelin' Good (2013)
- Shape the Future (2018)
- Shout Out! To Freedom... (2021)